# Stålboga station

Stålboga station var en järnvägsstation i Stålboga i Dunker socken på Norra Södermanlands Järnväg mellan Södertälje och Eskilstuna, som öppnades 1895. Den andre stationsföreståndaren, Gustaf Svärd, ansvarade för ombyggnaden av stationshuset. Under hans tid inrättades även en andra och tredje klass väntsal, samt en kiosk som arrenderades av Svärds hustru, Hilma Sofia, från Eskilstuna Bryggeri AB.
År 1907 tillkom en järnvägslinje till Malmköping och Skebokvarn, Mellersta Södermanlands järnväg. Persontrafiken på den linjen upphörde den 26 maj 1962 och godstrafiken avslutades den 31 maj 1964. Spåren mellan Hosjö och Stålboga revs mellan 1969 och 1970, med undantag för en del som övertogs av Svenska Spårvägssällskapet.
Den 31 maj 1964 upphörde uppehållen med godståg på Norra Södermanlands Järnväg och den 1 juni 1975 upphörde även uppehållen med persontåg. Därefter passerade alla tåg Stålboga utan uppehåll. År 1994 upphörde trafiken på Norra Södermanlands Järnväg.
Den 5 mars 1987 brann stationshuset ner till grunden på grund av ett elöverslag.

## Stationsföreståndare[4]
- Knut Björkman, 1895-1901
- Gustaf Svärd, 1901-1933
- Erik Lindén, 1933-1938
- Olof Dalborg, från 1938